# Shorea
Genre
Shorea est un genre de plantes de la famille des Dipterocarpaceae et regroupant environ 200 espèces d'arbres de grande taille, originaires du sud-est asiatique, en particulier de Malaisie, Sumatra et Bornéo.

## Statut de conservation
La moitié des 200 espèces de Shorea est en danger critique d'extinction.

## Utilisation
Les Shorea d'Asie du Sud-Est donnent des bois appréciés sous les noms de balau ou red meranti.
Plusieurs ont des fruits dont les amandes oléagineuses donnent des substituts autorisés du beurre de cacao.
La résine de plusieurs espèces de Shorea, appelée résine Dammar (proche du Benjoin), est utilisée pour la fabrication de stabilisants de peintures et de laques.

## Classification
Ce genre a été décrit en 1805 par le botaniste allemand Carl Friedrich von Gaertner (1772-1850), à la suite des travaux du médecin et botaniste écossais William Roxburgh (1759-1815). L'espèce type est Shorea robusta Gaertn. 

### Liste des espèces
Selon GRIN (5 mars 2017) :
- Shorea acuminata (en) Dyer
- Shorea agami P. S. Ashton
- Shorea albida Symington
- Shorea almon Foxw.
- Shorea assamica Dyer
- Shorea astylosa Foxw.
- Shorea balangeran (Korth.) Burck
- Shorea balanocarpoides Symington
- Shorea bracteolata Dyer
- Shorea contorta S. Vidal
- Shorea falcifera (en) Dyer ex Brandis
- Shorea foxworthyi (en) Symington
- Shorea gibbosa (en) Brandis
- Shorea glauca King
- Shorea guiso (Blanco) Blume
- Shorea henryana (en) Pierre
- Shorea hypochra Hance
- Shorea javanica (sv) Koord. & Valeton
- Shorea johorensis Foxw.
- Shorea kunstleri King
- Shorea laevis Ridl.
- Shorea lamellata (en) Foxw.

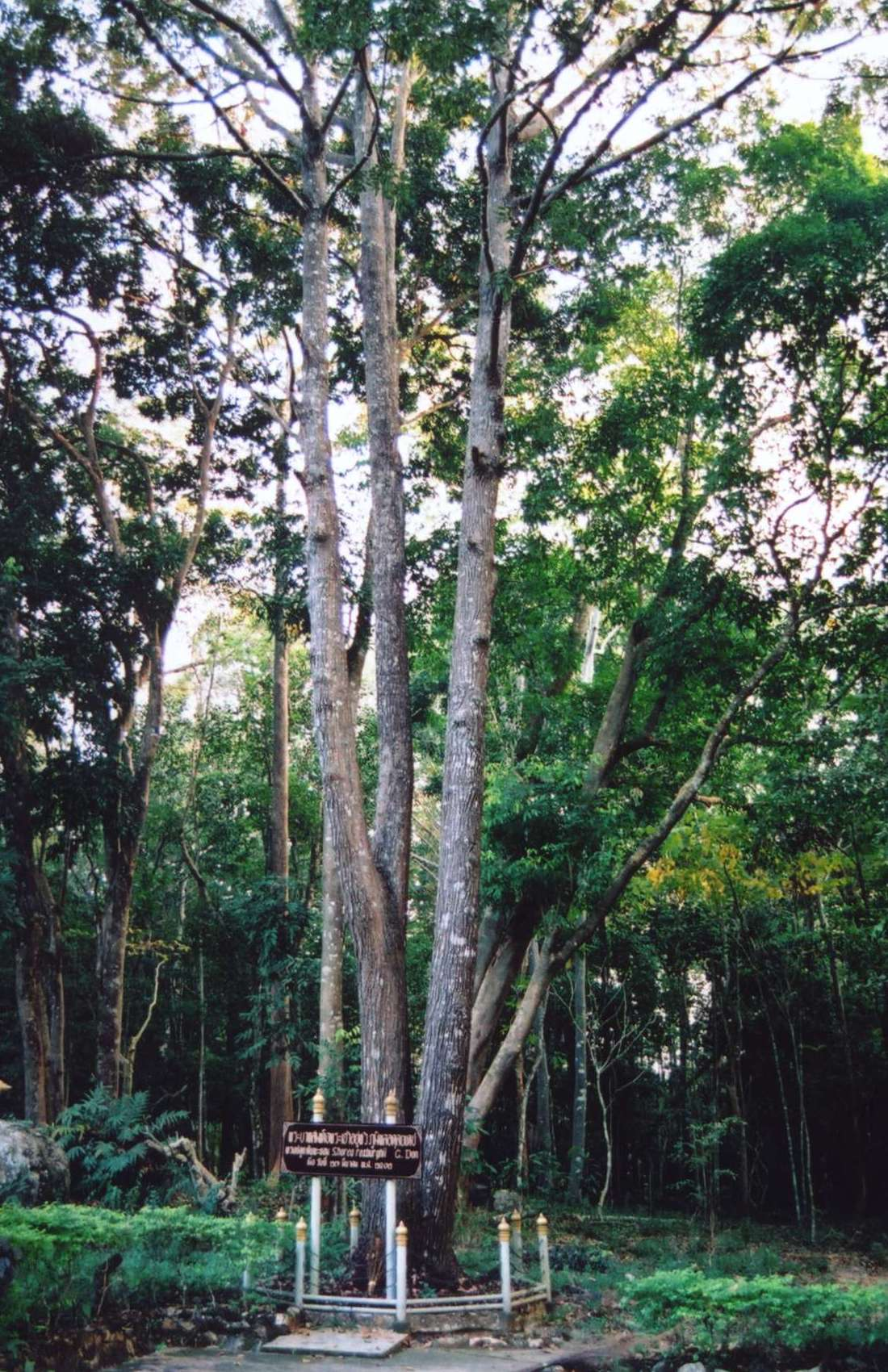
Shorea roxburghii planté par le roi Rama IX, Thaïlande

- Shorea macrophylla (en) (de Vriese) P. S. Ashton
- Shorea materialis (en) Ridl.
- Shorea maxwelliana King
- Shorea multiflora (Burck) Symington
- Shorea negrosensis Foxw.
- Shorea obtusa (en) Wall. ex Blume
- Shorea palembanica (en) Miq.
- Shorea parvifolia Dyer
- Shorea pinanga (en) Scheff.
- Shorea polysperma (Blanco) Merr.
- Shorea robusta C. F. Gaertn.
- Shorea roxburghii (en) G. Don
- Shorea scrobiculata (en) Burck
- Shorea siamensis Miq.
- Shorea stenoptera (en) Burck
- Shorea teysmanniana Dyer & Brandis
- Shorea uliginosa Foxw.
- Shorea virescens (en) Parijs

### Liste complète
Selon GBIF (13 décembre 2023) :
- Shorea acuminata (en) Dyer
- Shorea acuminatissima (en) Symington
- Shorea acuta (en) P.S.Ashton
- Shorea agamae P.S.Ashton
  - Shorea agami subsp. agamii
  - Shorea agami subsp. diminuta P.S.Ashton
- Shorea albida Symington ex A.V.Thomas
- Shorea almon Foxw.
- Shorea altopoensis (sv) Pierre
- Shorea alutacea (sv) P.S.Ashton
- Shorea amplexicaulis (en) P.S.Ashton
- Shorea andulensis (en) P.S.Ashton
- Shorea angustifolia (en) P.S.Ashton
- Shorea argentifolia (en) Symington
- Shorea arsorianoi (ceb) H.G.Gut., Rojo & Madulid
- Shorea asahii (en) P.S.Ashton
- Shorea astylosa Foxw.
- Shorea atrinervosa (en) Symington
- Shorea bakoensis (en) P.S.Ashton
- Shorea balanocarpoides Symington
- Shorea beccariana (en) Burck
- Shorea bengalensis Antal & Prasad, 1997
- Shorea bhalukpongensis Khan et al., 2016
- Shorea biawak (en) P.S.Ashton
- Shorea blumutensis (en) Foxw.
- Shorea brunnescens (en) P.S.Ashton
- Shorea bullata P.S.Ashton
- Shorea calcicola (en) P.S.Ashton
- Shorea carapae (en) P.S.Ashton
- Shorea chaiana (en) P.S.Ashton
- Shorea chandernagarensis Khan et al., 2016
- Shorea ciliata King
- Shorea collaris (en) Slooten
- Shorea collina Ridl.
- Shorea conica (en) Slooten
- Shorea coriacea (en) Burck
- Shorea crassa (en) P.S.Ashton
- Shorea curtisii (en) Dyer ex King
  - Shorea curtisii subsp. curtisii
  - Shorea curtisii subsp. grandis P.S.Ashton
- Shorea cuspidata (en) P.S.Ashton
- Shorea dasyphylla Foxw.
- Shorea dispar P.S.Ashton
- Shorea domatiosa (en) P.S.Ashton
- Shorea dyeri (en) Thwaites ex Trimen
- Shorea elliptica (en) Burck
- Shorea eutrapizifolia Prasad et al., 1999
- Shorea exelliptica (en) Meijer
- Shorea faguetiana F.Heim
- Shorea faguetioides (en) P.S.Ashton
- Shorea falcata (en) J.E.Vidal
- Shorea falcifera (en) Dyer ex Brandis
- Shorea falciferoides Foxw.
  - Shorea falciferoides subsp. falciferoides
  - Shorea falciferoides subsp. glaucescens (Meijer) P.S.Ashton
- Shorea fallax (en) Meijer
- Shorea ferruginea (en) Dyer ex Brandis
- Shorea flaviflora (en) G.H.S.Wood ex P.S.Ashton
- Shorea flemmichii Symington
- Shorea foraminifera (en) P.S.Ashton
- Shorea foxworthyi (en) Symington
- Shorea furfuracea (sv) Miq.
- Shorea geniculata (en) Symington ex P.S.Ashton
- Shorea gibbosa (en) Brandis
- Shorea glauca King
- Shorea guiso (Blanco) Blume
- Shorea havilandii (en) Brandis
- Shorea hemsleyana (King) King ex Foxw.
  - Shorea hemsleyana subsp. grandiflora (Brandis) P.S.Ashton
  - Shorea hemsleyana subsp. hemsleyana
- Shorea hopeifolia (F.Heim) Symington
- Shorea hypoleuca (en) Meijer
- Shorea iliasii (en) P.S.Ashton
- Shorea inaequilateralis Symington
- Shorea inappendiculata (en) Burck
- Shorea induplicata (en) Slooten
- Shorea johorensis Foxw.
- Shorea kuantanensis P.S.Ashton
- Shorea kudatensis (en) G.H.S.Wood ex Meijer
- Shorea kunstleri King
- Shorea ladiana (en) P.S.Ashton
- Shorea laevis Ridl.
- Shorea laxa (en) Slooten
- Shorea lepidota (Korth.) Blume
- Shorea leprosula Miq.
- Shorea leptoderma (en) Meijer
- Shorea lissophylla (en) Thwaites
- Shorea longiflora (en) (Brandis) Symington
- Shorea longisperma Roxb.
- Shorea lumutensis Symington
- Shorea lunduensis (en) P.S.Ashton
- Shorea macrantha (en) Brandis
- Shorea macrobalanos (en) P.S.Ashton
- Shorea macrophylla (en) (De Vriese) P.S.Ashton
- Shorea macroptera Dyer,
  - Shorea macroptera subsp. baillonii (F.Heim) P.S.Ashton
  - Shorea macroptera subsp. macroptera
  - Shorea macroptera subsp. macropterifolia P.S.Ashton
  - Shorea macroptera subsp. sandakanensis (Symington) P.S.Ashton
- Shorea malibato Foxw.
- Shorea materialis (en) Ridl.
- Shorea maxima (King) Symington
- Shorea maxwelliana King
- Shorea mecistopteryx (en) Ridl.
- Shorea micans (en) P.S.Ashton
- Shorea miocenica Konomatsu & Awasthi, 1999
- Shorea miocurtisii Prasad & Dwivedi, 2008
- Shorea mioobtusa Khan et al., 2016
- Shorea monticola (en) P.S.Ashton
- Shorea mujongensis (en) P.S.Ashton
- Shorea multiflora (Burck) Symington
- Shorea myrionerva (en) Symington ex P.S.Ashton
- Shorea negrosensis Foxw.
- Shorea nepalensis Konomatsu & Awasthi, 1999
- Shorea oblongifolia (en) Thwaites
- Shorea obovoidea (en) Slooten
- Shorea obscura (en) Meijer
- Shorea obtusa (en) Wall.
- Shorea ochrophloia Strugnell ex Desch
- Shorea ovalis (Korth.) Blume
  - Shorea ovalis subsp. ovalis
  - Shorea ovalis subsp. sarawakensis P.S.Ashton
  - Shorea ovalis subsp. sericea (Dyer) P.S.Ashton
- Shorea ovata (en) Dyer ex Brandis
- Shorea pachyphylla (en) Ridl. ex Symington
- Shorea palaeostellata Prasad & Pandey, 2008
- Shorea palembanica (en) Miq.
- Shorea pallescens (en) P.S.Ashton
- Shorea pallidifolia (en) P.S.Ashton
- Shorea palosapis (Blanco) Merr.
- Shorea parvifolia Dyer
  - Shorea parvifolia subsp. parvifolia
  - Shorea parvifolia subsp. velutina P.S.Ashton
  - Shorea parvifolia subsp. velutinata P.S.Ashton
- Shorea parvistipulata (en) F.Heim
  - Shorea parvistipulata subsp. albifolia P.S.Ashton
  - Shorea parvistipulata subsp. nebulosa (Meijer) P.S.Ashton
  - Shorea parvistipulata subsp. parvistipulata
- Shorea patoiensis (en) P.S.Ashton
- Shorea pauciflora King
- Shorea peltata (en) Symington
- Shorea pilosa (en) P.S.Ashton
- Shorea pinanga (en) Scheff.
- Shorea pinjoliensis Khan et al., 2016
- Shorea platycarpa F.Heim
- Shorea platyclados Slooten ex Endert
- Shorea platyclados Slooten ex x Endert
- Shorea pliotumbuggaia Khan et al., 2016
- Shorea polyandra (en) P.S.Ashton
- Shorea polysperma (Blanco) Merr.
- Shorea praestans (en) P.S.Ashton
- Shorea pubistyla (en) P.S.Ashton
- Shorea quadrinervis (en) Slooten
- Shorea retusa (en) Meijer
- Shorea revoluta (en) P.S.Ashton
- Shorea richetia (en) Symington
- Shorea robusta Gaertn.
- Shorea rotundifolia (en) P.S.Ashton
- Shorea rubella (en) P.S.Ashton
- Shorea rubra (en) P.S.Ashton
- Shorea rugosa (en) F.Heim
- Shorea sagittata (en) P.S.Ashton
- Shorea scaberrima (en) Burck
- Shorea scabrida (en) Symington
- Shorea schumanniana Gilg
- Shorea scrobiculata (en) Burck
- Shorea selanica (Wight & Arn.) Blume
- Shorea seminis (De Vriese) Slooten
- Shorea singkawang Burck
  - Shorea singkawang subsp. scabrosa P.S.Ashton
  - Shorea singkawang subsp. singkawang
- Shorea siwalika Antal & Awasthi, 1993
- Shorea slootenii (en) P.S.Ashton
- Shorea smithiana Symington
- Shorea splendida (en) (De Vriese) P.S.Ashton
- Shorea stenoptera (en) Burck
  - Shorea stenoptera var. scabra (Burck) M.Hotta
  - Shorea stenoptera var. stenoptera
- Shorea subcylindrica (en) Slooten
- Shorea submontana Symington
- Shorea sumatrana (Slooten) Desch
- Shorea superba (en) Symington
- Shorea tenuiramulosa (en) P.S.Ashton
- Shorea teysmanniana Dyer ex Brandis
- Shorea thorelii (en) Pierre ex Laness.
- Shorea tumbuggaia (en) Roxb.
- Shorea uliginosa Foxw.
- Shorea venulosa (en) G.H.S.Wood ex Meijer
- Shorea waltoni (en) G.H.S.Wood ex Meijer
- Shorea wangtianshuea Y.K.Yang & J.K.Wu
  - Shorea wangtianshuea var. chuanbanshuea Y.K.Yang & J.K.Wu
  - Shorea wangtianshuea var. wangtianshuea
- Shorea woodii (en) P.S.Ashton
- Shorea xanthophylla (en) Symington

Selon[réf. nécessaire] :
- Shorea acuminatissima Symington
- Shorea acuta P.S.Ashton
- Shorea affinis (Thwaites) P.S.Ashton
- Shorea agamii P.S.Ashton
- Shorea albida Symington
- Shorea almon Foxw.
- Shorea alutacea P.S.Ashton
- Shorea amplexicaulis P.S.Ashton
- Shorea andulensis P.S.Ashton
- Shorea angustifolia P.S.Ashton
- Shorea argentifolia Symington
- Shorea asahii P.S.Ahston
- Shorea atrinervosa Symington
- Shorea bakoensis P.S.Ashton
- Shorea balanocarpoides Symington
- Shorea beccariana Burck
- Shorea biawak P.S.Ahston
- Shorea bracteolata Dyer
- Shorea brunnescens P.S.Ashton
- Shorea bullata P.S.Ashton
- Shorea calcicola P.S.Ashton
- Shorea carapae P.S.Ashton
- Shorea chaiana P.S.Ashton
- Shorea collaris Slooten
- Shorea confusa P.S.Ashton
- Shorea congestiflora (Thwaites) P.S.Ashton
- Shorea contorta S.Vidal
- Shorea cordata P.S.Ashton
- Shorea cordifolia (Thwaites) P.S.Ashton
- Shorea coriacea Burck
- Shorea crassa P.S.Ashton
- Shorea curtisii Dyer ex Brandis
- Shorea cuspidata P.S.Ashton
- Shorea dasyphylla Foxw.
- Shorea dealbata Foxw.
- Shorea dispar P.S.Ashton
- Shorea disticha (Thwaites) P.S.Ashton
- Shorea domatiosa P.S.Ashton
- Shorea elliptica Burck
- Shorea exelliptica Meijer
- Shorea faguetiana F.Heim
- Shorea faguetioides P.S.Ashton
- Shorea falcifera Dyer ex Brandis
- Shorea falciferoides Foxw.
- Shorea fallax Meijer
- Shorea ferruginea Dyer ex Brandis
- Shorea flaviflora Wood ex P.S.Ashton
- Shorea flemmichii Symington
- Shorea foraminifera P.S.Ashton
- Shorea foxworthyi Symington
- Shorea geniculata Symington ex P.S.Ashton
- Shorea gibbosa Brandis
- Shorea gratissima(Wall. ex Kurz)Dyer
- Shorea guiso (Blanco) Blume
- Shorea havilandii Brandis
- Shorea hemsleyana (King) King ex Foxw.
- Shorea hopeifolia (F.Heim) Symington
- Shorea hypoleucaMeijer
- Shorea iliasii P.S.Ashton
- Shorea inaequilateralis Symington
- Shorea inappendiculata Burck
- Shorea induplicata Slooten
- Shorea isoptera P.S.Ashton
- Shorea johorensis Foxw.
- Shorea kudatensis Wood ex Meijer
- Shorea kunstleri King
- Shorea ladiana P.S.Ashton
- Shorea laevis Ridl.
- Shorea lamellata Foxw.
- Shorea laxa Slooten
- Shorea leprosula Miq.
- Shorea longiflora (Brandis) Symington
- Shorea longispermaRoxb.
- Shorea lunduensis P.S.Ashton
- Shorea macrantha Brandis
- Shorea macrobalanos P.S.Ashton
- Shorea macrophylla (de Vriese) P.S.Ashton
- Shorea macroptera Dyer
- Shorea materialis Ridl.
- Shorea maxwelliana King
- Shorea mecistopteryx Ridl.
- Shorea megistophylla P.S.Ashton
- Shorea micans P.S.Ashton
- Shorea monticola P.S.Ashton
- Shorea mujongensis  P.S.Ashton
- Shorea multiflora (Burck) Symington
- Shorea myrionerva Symington ex P.S.Ashton
- Shorea obovoidea Slooten
- Shorea obscura Meijer
- Shorea ochracea Symington
- Shorea ovalis (Korth.) Blume
- Shorea ovata Dyr ex Brandis
- Shorea pachyphylla Ridl. ex Symington
- Shorea palembanica Miq.
- Shorea pallidifolia P.S.Ashton
- Shorea parvifolia Dyer
- Shorea parvistipulata F.Heim
- Shorea patoiensis P.S.Ashton
- Shorea pauciflora King
- Shorea peltata Symington
- Shorea pilosa P.S.Ashton
- Shorea pinanga Scheff.
- Shorea platycarpa F.Heim
- Shorea platyclados Slooten ex Foxw.
- Shorea polyandra P.S.Ashton
- Shorea praestans P.S.Ashton
- Shorea pubistyla P.S.Ashton
- Shorea quadrinervis Slooten
- Shorea resinosaFoxw.
- Shorea retusa Meijer
- Shorea revoluta P.S.Ashton
- Shorea richetia Symington
- Shorea rotundifolia P.S.Ashton
- Shorea rubella P.S.Ashton
- Shorea rubra P.S.Ashton
- Shorea rugosa F.Heim
- Shorea sagittata P.S.Ashton
- Shorea scaberrima Burck
- Shorea scabrida Symington
- Shorea scrobiculata Burck
- Shorea seminis (de Viese) Slooten
- Shorea siamensis Miq.
- Shorea slootenii Wood ex P.S.Ashton
- Shorea smithiana Symington
- Shorea splendida (de Vriese) P.S.Ashton
- Shorea stenoptera Burck
- Shorea subcylindrica Slooten
- Shorea superba Symington
- Shorea symingtonii Wood
- Shorea tenuiramulosa P.S.Ashton
- Shorea teysmanniana Dyer ex Brandis
- Shorea trapezifolia(Thwaites) P.S.Ashton
- Shorea uliginosa Foxw.
- Shorea venulosa Wood ex Meijer
- Shorea virescens Parijs
- Shorea waltoni Wood ex Meijer
- Shorea woodii P.S.Ashton
- Shorea xanthophyllaSymington
- Shorea zeylanica (Thwaites) P.S.Ashton